# Puccinia paspalina
Puccinia paspalina ist eine Ständerpilzart aus der Ordnung der Rostpilze (Pucciniales). Der Pilz ist ein Endoparasit von Paspalum-Hirsen. Symptome des Befalls durch die Art sind Rostflecken und Pusteln auf den Blattoberflächen der Wirtspflanzen. Sie ist von Afrika über Sri Lanka und Japan bis nach Australien verbreitet.

## Merkmale

### Makroskopische Merkmale
Puccinia paspalina ist mit bloßem Auge nur anhand der auf der Oberfläche des Wirtes hervortretenden Sporenlager zu erkennen. Sie wachsen in Nestern, die als gelbliche bis braune Flecken und Pusteln auf den Blattoberflächen erscheinen.

### Mikroskopische Merkmale
Das Myzel von Puccinia paspalina wächst wie bei allen Puccinia-Arten interzellulär und bildet Saugfäden, die in das Speichergewebe des Wirtes wachsen. Aecien oder Spermogonien der Art sind nicht bekannt. Die zimtbraunen Uredien der Art wachsen beid- oder nur unterseitig auf den Blättern der Wirtspflanze. Ihre goldenen bis zimtbraunen Uredosporen sind breitellipsoid bis eiförmig, 24–31 × 20–24 µm groß und fein stachelwarzig. Die zumeist blattunterseitig wachsenden Telien sind schwarzbraun, lang bedeckt und kompakt. Die gelben bis goldenen Teliosporen sind ein- bis zweizellig, in der Regel keulenförmig und 38–46 × 24–26 µm groß; ihre Stiele sind farblos und wird bis zu 10 µm lang.

## Verbreitung
Das bekannte Verbreitungsgebiet von Puccinia paspalina reicht von Malawi und Uganda über Sri Lanka und Japan bis nach Australien.

## Ökologie
Die Wirtspflanzen von Puccinia paspalina sind diverse Paspalum-Hirsen. Der Pilz ernährt sich von den im Speichergewebe der Pflanzen vorhandenen Nährstoffen, seine Sporenlager brechen später durch die Blattoberfläche und setzen Sporen frei. Die Art verfügt über einen Entwicklungszyklus, von dem bislang lediglich Telien und Uredien sowie deren Wirt bekannt sind; Spermogonien und Aecien konnten dem Pilz nicht zugeordnet werden.